# Попович, Титус
Титус Виорел Попович (рум. Titus Viorel Popovici; 16 мая 1930, Орадя — 30 ноября 1994, Тулча) — румынский писатель и сценарист. Член-корреспондент Румынской академии, политик, член Центрального Комитета Румынской коммунистической партии.
Лауреат Государственной премии Социалистической Республики Румынии.

## Биография
В 1953 году окончил филологический факультет Бухарестского университета.
Дебютировал в 1955 году. С 1957 посвятил себя литературной деятельности. В 1960-х — 1970-х годах считался одним из самых видных румынских писателей.
Автор сборников рассказов, повестей и романов.
В социально-психологических романах «Чужой» (1955, рус. пер. 1961) и «Жажда» (1958, рус. пер. 1960) дана широкая социальная и психологическая картина двух переломных моментов в жизни румынского народа: освобождения страны от фашизма (1944) и проведения аграрной реформы (1949).
Тит Попович известный драматург («Пассакалия», 1960 и «Власть и правда», 1973), сценарист и публицист Румынии. По его более, чем 35 сценариям поставлены многие исторические и приключенческие фильмы. Многие из них стали лидерами проката. 
Ему принадлежит цикл детективных фильмов о приключениях комиссара Романа, вестерны о приключениях трансильванцев на Диком Западе.
Тесно сотрудничал с режиссёром Серджиу Николаеску.

## Избранные сценарии
- Счастливая мельница (1956)
- Буря (1959)
- Волны Дуная (1959)
- Жажда (1960)
- Лес повешенных (1964)
- Чужак (1964)
- Даки (1967)
- Колонна (1968)
- Власть и Правда (1971)
- Тогда я приговорил их всех к смерти (1971)
- Михай Храбрый (1971)[6]
- Заговор (1973)
- Чистыми руками (1972)
- Трудный путь на Типперари (1973)
- Последний патрон (1973)
- Капкан (1974)
- Бессмертные (1974)
- Актёр и дикари (1975)
- Операция «Чудовище» (1975)
- Пророк, золото и трансильванцы (1977)
- Актриса и трансильванцы (1978)
- Трансильванцы на Диком Западе  (1980)